# D'Woaldbuama
D'Woaldbuama (Die Waldbuben) (Skogspojkarna), op. 66, är en vals i ländlerstil av Johann Strauss den yngre.  

## Historia
Valsen tillkom sommaren 1849 då Wien fortfarande lydde under krigslagar till följd av 1848 års revolution. Händelsen hade inneburit svära omständigheter även för Johann Strauss den yngre: revolutionen hade fört med sig färre engagemang och baler. För att kunna förtjäna sitt uppehälle och kunna behålla sin orkester var Strauss tvungen att anta uppdrag i områden utanför Wiens stadskärna. Den 28 juli meddelade tidningen Der Wanderer att en stor välgörenhetsbal skulle äga rum måndagen den 30 juli i trädgården till värdshuset Zum goldenen Löwen i stadsdelen Sievering med bland annat Strauss och hans orkester. Balen anordnades för sårade soldater i det lokala sjukhuset. Det har inte kunnat fastställas om Strauss vals verkligen spelades vid det tillfället men det vore det enda logiska tillfälle för vilket det skulle ha kunnat komponerats. Zum goldenen Löwen låg i utkanten av Wienerwald vilket på den tiden var en bra bit utanför staden och inte lätt att ta sig till.
Om valsen inte spelades vid det tillfället är det däremot säkert att den framfördes den 17 september i kurorten Wasserglacis tillsammans med valsen Aeols-Töne. När valsens klaverutdrag gavs ut i oktober 1849 hade titelns dialektnamn fått sällskap av den rena tyska formen Die Waldbuben. Valsen gjorde ingen större succé och försvann snabbt från repertoaren. 

## Om valsen
Speltiden är ca 10 minuter och 9 sekunder plus minus några sekunder beroende på dirigentens musikaliska tolkning.

## Weblänkar
- Dynastin Strauss 1849 med kommentarer om D'Woaldbuama.
- D'Woaldbuama i Naxos-utgåvan.